# Maycon
Maycon, mit vollem Namen Maycon de Andrade Barberan (* 15. Juli 1997 in São Paulo), ist ein brasilianischer Fußballspieler. Der zentralen Mittelfeldspieler steht seit August 2018 beim ukrainischen Erstligisten Schachtar Donezk unter Vertrag und ist an Corinthians São Paulo ausgeliehen.

## Karriere

### Verein
Maycon stammt aus der Jugendakademie der Corinthians São Paulo, zu denen er im Jahr 2008 von Associação Portuguesa de Desportos stieß. Mit dem Timão gewann er auf Jugendebene diverse Meisterschaften und Pokalbewerbe. Sein Debüt in der ersten Mannschaft gab er am 11. Februar 2016 beim 2:1-Heimsieg gegen den FC Capivariano. Sein erstes Tor erzielte er bereits einen Monat später beim 3:0-Auswärtssieg gegen den Lokalrivalen Botafogo FC (SP). Am 14. Juli 2016 wurde er bis Jahresende an die AA Ponte Preta ausgeliehen. Das einzige Tor in 16 Einsätzen für seinen Leihverein erzielte er am 16. Oktober beim 3:0-Heimsieg gegen den Santa Cruz FC. In der Saison 2017 absolvierte er 36 Ligaeinsätze für die Corinthians, in denen er einmal traf. In seiner Zeit bei den Corinthians gewann er zweimal (2017, 2018) die Staatsmeisterschaft von São Paulo und die Brasilianische Meisterschaft 2017.
Am 17. Juni 2018 wechselte Maycon zum ukrainischen Erstligisten Schachtar Donezk, wo er einen Fünfjahresvertrag unterzeichnete. Sein Debüt im Trikot der Hirnyky bestritt er am ersten Spieltag der Saison 2018/19 beim 2:0-Auswärtssieg gegen Desna Tschernihiw. Sein erstes Tor gelang ihm im ersten Gruppenspiel der UEFA Champions League 2018/19 beim 2:2-Unentschieden gegen die TSG 1899 Hoffenheim. In seiner ersten Saison 2018/19 konnte er in 19 Ligaspielen drei Tore erzielen und zwei vorbereiten. Mit Schachtar gewann er das Double bestehend aus Meisterschaft und Pokal.
Nachdem er in der folgenden Spielzeit 2019/20 aufgrund einer Verletzung nahezu die gesamte Hinrunde verpasst hatte, kehrte er erst im November 2019 langsam auf den Platz zurück. Insgesamt machte er nur 10 Ligaspiele, in denen er ein Tor und eine Vorlage verbuchen konnte. Nach dem Überfall Russlands auf die Ukraine am 24. Februar 2022, verließ Maycon das Land und kehrte in seine Heimat zurück. Ende März 2022 unterzeichnete er einen Kontrakt auf Leihbasis bei Corinthians São Paulo bis Jahresende.

### Nationalmannschaft
Für die brasilianische U-20-Nationalmannschaft kam Maycon zwischen September 2016 und Februar 2017 zu acht Einsätzen. Sein einziges Tor gelang ihm am 31. Januar 2017 bei der U-20-Südamerikameisterschaft 2017 im Gruppenspiel gegen Ecuador.
Seit Januar 2020 ist er brasilianischer U23-Nationalspieler.

## Erfolge
Corinthians
- Staatsmeisterschaft von São Paulo: 2017, 2018
- Brasilianische Meisterschaft: 2017

Schachtar Donezk
- Ukrainische Meisterschaft: 2018/19, 2019/20
- Ukrainischer Pokal: 2018/19